# 美国陆军第3骑兵团
美国陆军第3骑兵团（英語：3rd Cavalry Regiment），前身为第3装甲骑兵团（3rd Armored Cavalry Regiment），是美国陆军的一个编制单位，总部位于德克萨斯州胡德堡。